# Graz Linien
Graz Linien, meglio nota con la sigla GL, (in passato nota come Grazer Verkehrsbetriebe o GVB) è un'azienda pubblica austriaca, interamente controllata da Holding Graz, che gestisce parte del trasporto pubblico locale nella città di Graz, composto da autobus, tram e dalla Schloßbergbahn.

## Esercizio

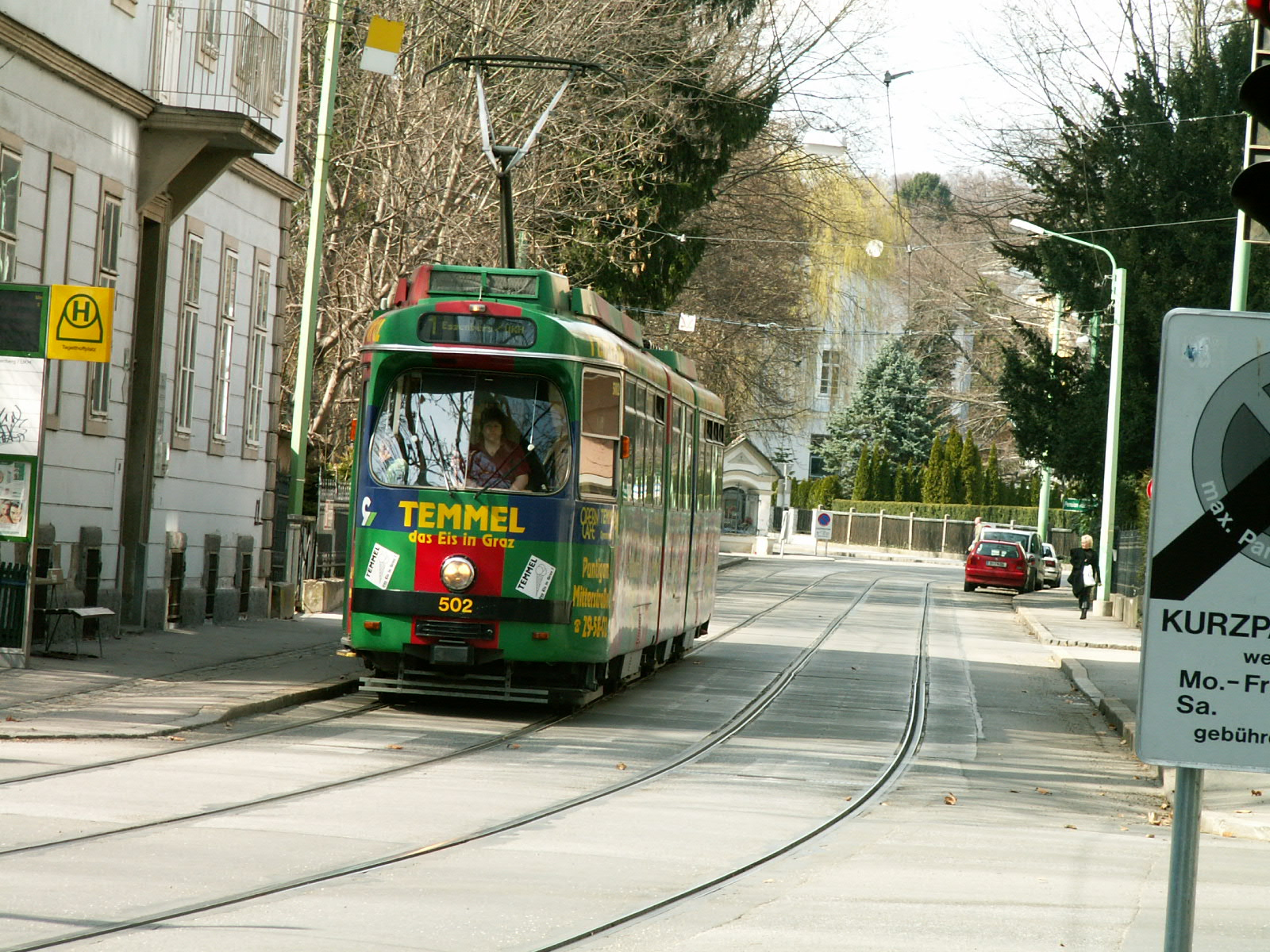
Graz: tram snodato del GVB n. 502 sulla linea 1

Oggi l'azienda gestisce 26 autolinee ed 8 tranvie.

## Parco aziendale

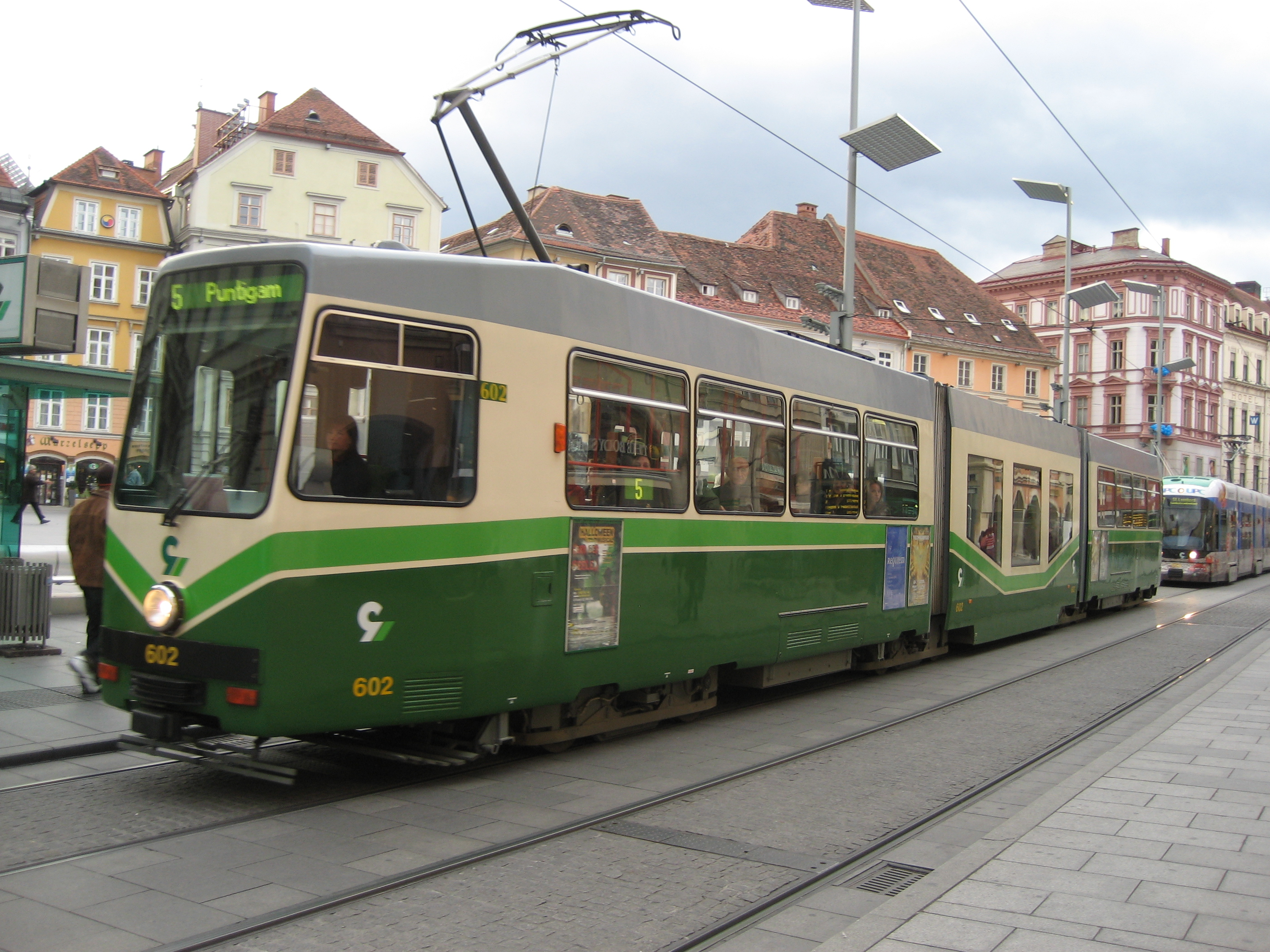
Graz: tram snodato n. 602 sulla linea 5

Nel 2007 la flotta, riconoscibile dalla livrea bianco-verde con una banda verdina, era costituita da 66 fra tram e tram snodati, 96 autobus (34 dei quali da 15 metri a tre assi), 21 autosnodati e 4 midibus.

## Sede legale
La sede è a Graz.